# Drimia polyantha
Drimia polyantha är en sparrisväxtart som först beskrevs av Ethelbert Blatter och Mccann, och fick sitt nu gällande namn av William Thomas Stearn. Drimia polyantha ingår i släktet Drimia och familjen sparrisväxter. Inga underarter finns listade i Catalogue of Life.